# 福士夏江
福士 夏江（ふくし なつえ）は、元NHKアナウンサー。

## 人物
1954年の『第5回NHK紅白歌合戦』では、紅組司会を務めた。
紅白については、毎年視聴していたという。